# Michael J. Willett

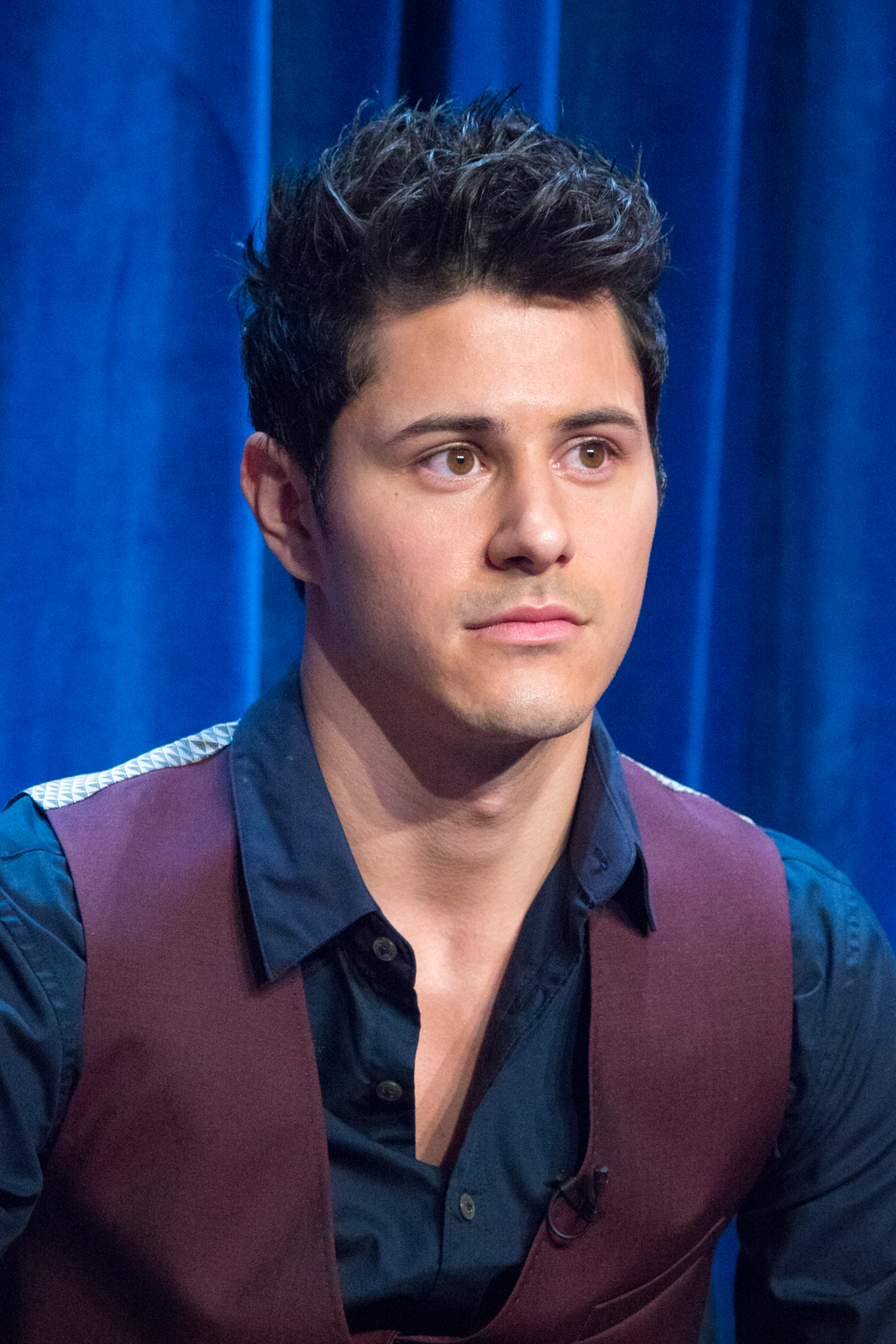
Michael J. Willett (2014)

Michael James Mansel Willett (* 11. September 1989 in Fresno, Kalifornien) ist ein US-amerikanischer Schauspieler.

## Leben
Seinen ersten Fernsehauftritt hatte Willett 2004 in der Serie Die himmlische Joan. Es folgten Gastauftritte in den Serien Without a Trace – Spurlos verschwunden, Cougar Town und Blue Mountain State.
Einem breiteren Publikum wurde Willett durch die Rolle des Lionel Trane in der Serie Taras Welten bekannt, die er von 2010 bis 2011 in 16 Episoden verkörperte. Von 2014 bis 2016 spielte er als Shane Harvey eine Hauptrolle in der MTV-Serie Faking It.
Willett tritt auch als Sänger in Erscheinung. Willett ist offen homosexuell.

## Filmografie
- 2004: Die himmlische Joan (Joan of Arcadia, Fernsehserie, eine Episode)
- 2005: Without a Trace – Spurlos verschwunden (Without a Trace, Fernsehserie, eine Episode)
- 2010: Cougar Town (Fernsehserie, eine Episode)
- 2010: Blue Mountain State (Fernsehserie, eine Episode)
- 2010–2011: Taras Welten (United States of Tara, Fernsehserie, 16 Episoden)
- 2013: G.B.F.
- 2014–2016: Faking It (Fernsehserie)
- 2019: Dolly Partons Herzensgeschichten: Two doors down (Netflix-Serie, 1 Episode)